# Teorema de Pasch
En geometria, el teorema de Pasch, enunciat el 1882 pel matemàtic alemany Moritz Pasch, és un resultat de la geometria plana que no pot derivar-se dels postulats d'Euclides. Tot i que ara es consideraria com un resultat de la teoria de l'ordre, el fet està relacionat amb el mètode axiomàtic.
L'afirmació és la següent: sigui una relació d'intermediació entre punts {\displaystyle [ABC]}, la qual podria llegir com "B està entre A i C". Donats els punts {\displaystyle A}, {\displaystyle B}, {\displaystyle C} i {\displaystyle D} en una línia, {\displaystyle [ABC]} i {\displaystyle [BCD]} implica que {\displaystyle [ABD]}.